# 克萊頓縣 (愛阿華州)

路標.

克萊頓縣（英語：Clayton County）是美國愛阿華州東部的一個縣，隔密西西比河與威斯康辛州相望。面積2,053平方公里。根據美國2000年人口普查，共有人口18,678。縣治埃爾卡德 (Elkader)。
成立於1837年，縣名紀念來自特拉華州的聯邦參議員約翰·密德頓·克萊頓 (John Middleton Clayton)。